# Andrzej Rej (zm. 1601)
Andrzej Rej z Nagłowic (stpol. Rey) herbu Oksza (ur. 1549, zm. 29 stycznia 1601) – dziedzic Nagłowic, Ślęcina i Okszy (obecnie Oksa), działacz kalwiński, syn Mikołaja Reja i Zofii Kosnównej.

## Życiorys

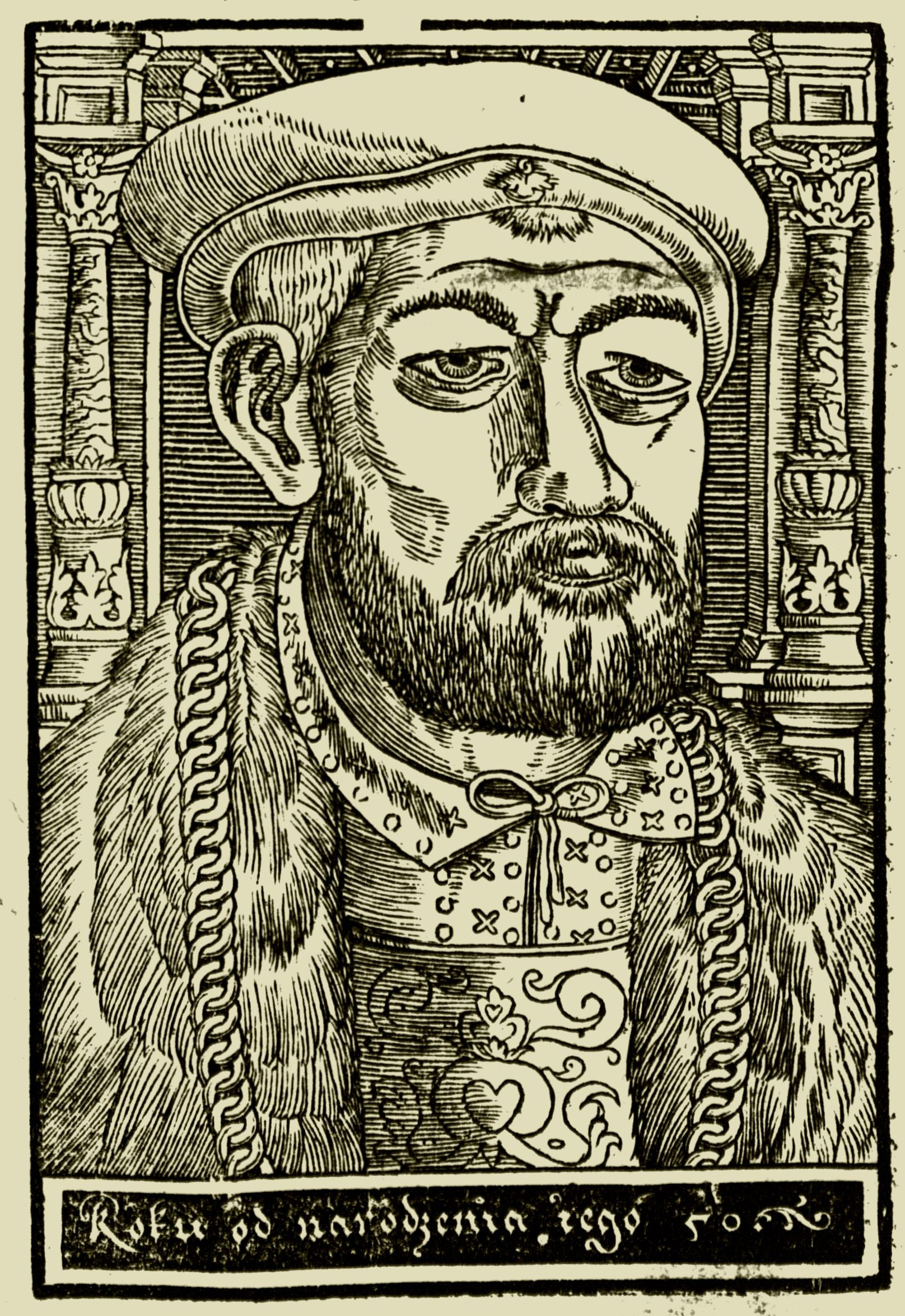
Mikołaj Rej był gorliwym kalwinistą i w tym wyznaniu wychował pisarz swoich synów.

W 1587 roku, w okresie bezkrólewia, był sędzią kapturowym woj. krakowskiego na powiat ksiąski; W 1596 patronem zboru ewangelicko-reformowanego w Popkowicach, brał udział w synodach protestanckich: w 1589 roku w Wodzisławiu, w 1598 roku w Okszy, w 1600 roku we Włoszczowie. Uczestniczył w zjazdach polskich protestantów: w 1587 roku w Chmielniku (skąd wybrano go na posła do króla), w 1591 roku w Radomiu, z powodu zniszczenia kościoła ewangelickiego w Krakowie (zwanego "brogiem"); w 1599 roku, wraz z bratem Krzysztofem, był na zjeździe w Wilnie, gdzie został  wybrany na jednego z obrońców wyznania ewangelickiego w Rzeczypospolitej.
Andrzej Rej zmarł 29 stycznia 1601 roku i został pochowany w ówczesnym kościele kalwińskim w Oksie, w którym do dziś zachowało się marmurowe epitafium Reja ufundowane przez jego żonę Katarzynę.

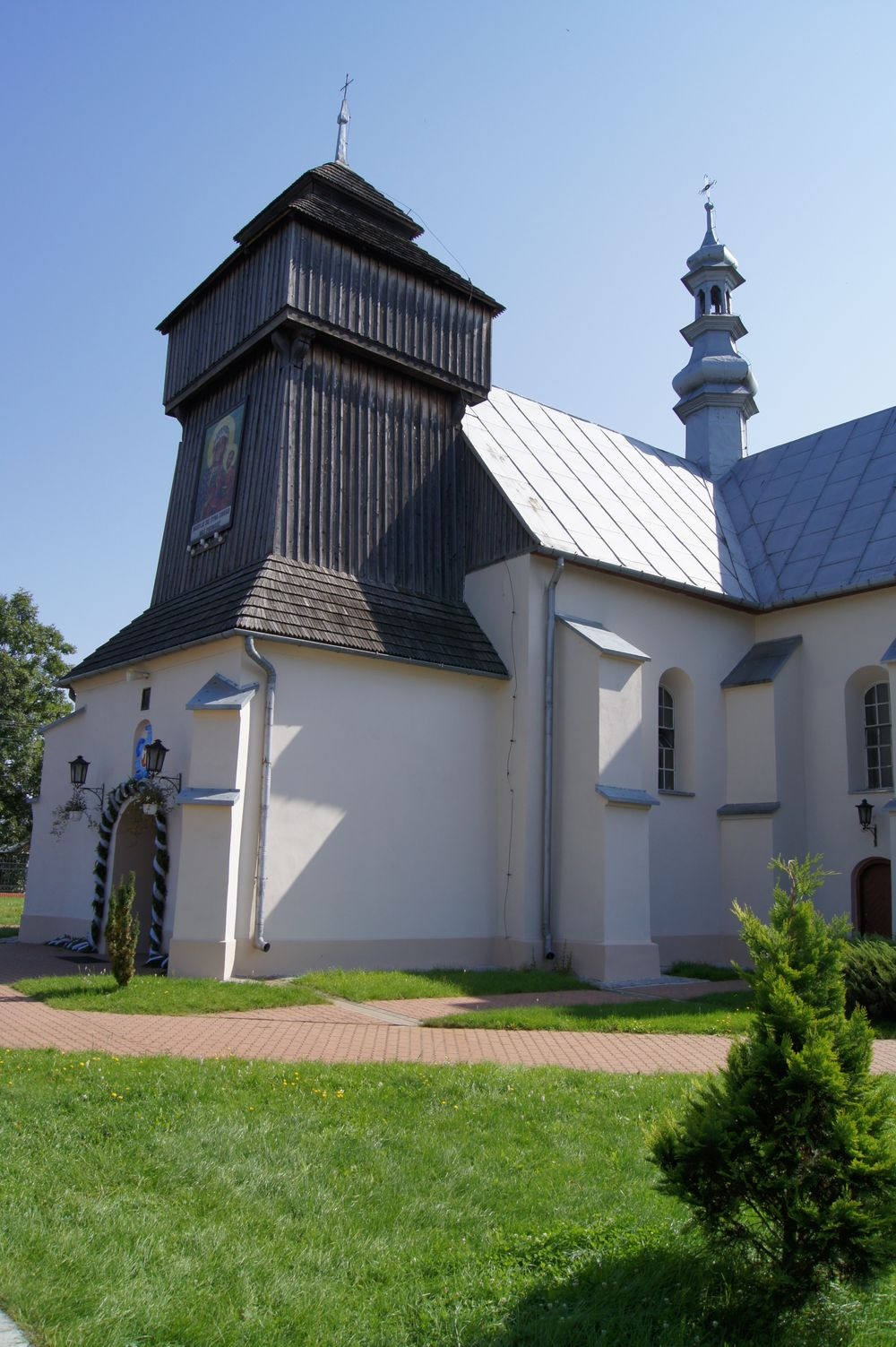
Dawny kościół kalwiński w Okszy (dzisiejsza Oksa) wzniesiony przez Mikołaja i Andrzeja Rejów

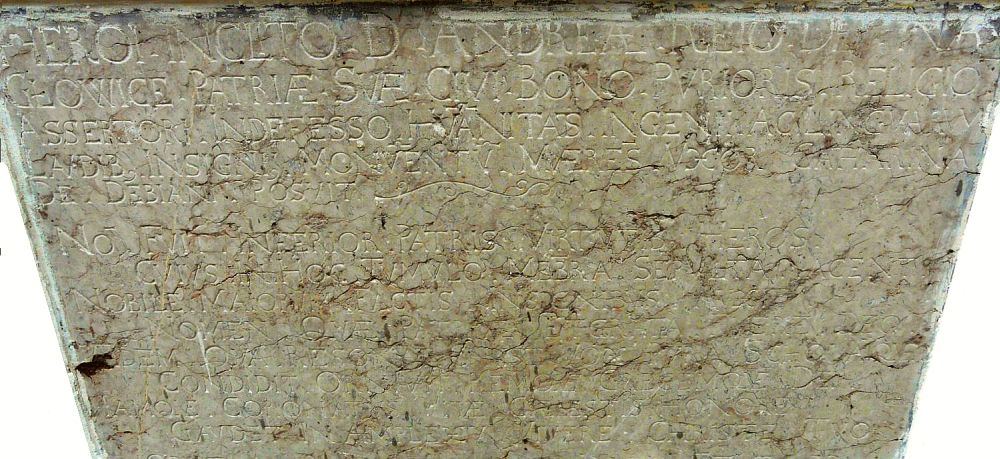
Epitafium Andrzeja Reja

## Rodzina
Około 1574 roku poślubił Katarzynę Dembińską herbu Rawicz (zm. 1628), córkę Walentego Dembińskiego - kasztelana krakowskiego, z którą miał syna Marcina (sędziego kapturowego woj. krakowskiego 1632 roku.), oraz dwie córki: Krystynę, żonę Andrzeja Miękickiego oraz Ewę, żonę Adama z Brzezia Lanckorońskiego.